# 吉塔·古达尔
吉塔·古达尔（Jetta Goudal，本名朱莉·亨丽特·古德凯，Julie Henriette Goudeket，1891年7月12日—1985年1月14日），荷兰裔美国女演员，成就于好莱坞无声电影时代。

## 早年生活
吉塔·古达尔出生于1891年7月12日，母亲海特勒伊达（Geertruida，1866–1920）原姓Warradijn，父亲沃尔夫·莫泽斯·古德凯（Wolf Mozes Goudeket，1860–1942）是阿姆斯特丹一位富有的钻石匠。父母都是犹太人，父亲是猶太教正統派。有一个姐姐贝尔塔（Bertha，1888-1945）和一个哥哥威廉（Willem，1896，4个月大时夭折）。父亲于1929年与罗塞特·西特罗昂（Rosette Citroen，1882-1943）再婚。父亲82岁时在索比布尔集中营被杀害。古达尔几乎所有的荷兰裔犹太亲戚都经受了同样的命运，只有姐姐贝尔塔的一个女儿在大屠杀中幸存。

## 个人生活
1930年，吉塔·古达尔与阿罗德·格里弗结婚，他是美国电影艺术与科学学院的藝術總監和创始人员。古达尔电影生涯结束后，她与格里弗一起经营室内设计事业。两人一直保持婚姻关系，直到1985年古达尔在洛杉矶去世。
1960年，为了表彰古达尔对电影业的贡献，她在好萊塢星光大道6333号获得一颗星章。

## 大屠杀
吉塔·古达尔在猶太人大屠殺中失去了几乎所有的亲人。她的姐姐贝尔塔于1945年死于贝尔根-贝尔森集中营，姐夫Nathan Beffie于1944年在同地去世，外甥Eduard Beffie在索比布尔集中营被杀害，继母罗塞特·西特罗昂于1943年在索比布尔集中营被杀害。只有贝尔塔的女儿海特勒伊达（Geertruida）幸存，她于2013年在美国宾夕法尼亚州去世。

## 电影
- Timothy's Quest（英语：Timothy's Quest） (1922)
- The Bright Shawl（英语：The Bright Shawl） (1923)
- The Green Goddess（英语：The Green Goddess (1923 film)） (1923)
- Open All Night（英语：Open All Night (1924 film)） (1924)
- The Spaniard（英语：The Spaniard (film)） (1925) *散佚
- Salome of the Tenements（英语：Salome of the Tenements） (1925) *散佚
- The Coming of Amos（英语：The Coming of Amos） (1925)
- The Road to Yesterday（英语：The Road to Yesterday） (1925)
- Three Faces East（英语：Three Faces East (1926 film)） (1926)
- Paris at Midnight（英语：Paris at Midnight） (1926)
- Her Man o' War（英语：Her Man o' War） (1926)
- Fighting Love（英语：Fighting Love） (1927)
- White Gold（英语：White Gold (1927 film)） (1927)
- The Forbidden Woman（英语：The Forbidden Woman） (1927)
- The Cardboard Lover（英语：The Cardboard Lover） (1928)
- Lady of the Pavements（英语：Lady of the Pavements） (1929)
- Le Spectre vert (1930)
- Business and Pleasure（英语：Business and Pleasure） (1932)